# Sorex neomexicanus
Sorex neomexicanus is een zoogdier uit de familie van de spitsmuizen (Soricidae). De wetenschappelijke naam van de soort werd voor het eerst geldig gepubliceerd door Bailey in 1913.

## Voorkomen
De soort komt voor in de Verenigde Staten.